# Hudsonhaven
De Hudsonhaven is een insteekhaven op de Rotterdamse Maasvlakte aan het Hartelkanaal. Aan en in deze haven zijn de trainingscentra van Falck Nutec en Risc gevestigd.